# 89664 Pignata
89664 Pignata este un asteroid din centura principală de asteroizi.

## Descriere
89664 Pignata este un asteroid din centura principală de asteroizi. A fost descoperit pe 19 decembrie 2001 la Cima Ekar în cadrul programului Asiago-DLR Asteroid Survey. Asteroidul prezintă o orbită caracterizată de o semiaxă mare de 2,71 ua, o excentricitate de 0,13 și o înclinație de 11,0° în raport cu ecliptica.